# 新関茂
新関 茂（にいぜき しげる、1957年（昭和32年）4月9日 - ）は、日本の政治家。山形県天童市長（1期目）。

## 来歴
山形県天童市山口に生まれる。天童市立第二中学校、山形県立山形東高等学校を経て、岩手大学農学部卒業。卒業後は天童市役所に入る。市役所では市長公室長、政策調整監などを歴任、2014年（平成16年）に天童市副市長に就任。
2024年（令和6年）8月、天童市長の山本信治が次期市長選に出馬しないと表明。副市長の新関は11月24日告示、12月1日投票の天童市長選挙に立候補することを表明。市長選挙には元市議も立候補を表明し、16年ぶりの選挙戦となった。選挙は元市議を破り、当選した。※当日有権者数：50,127人 最終投票率：53.14%
開票結果は、当選 新関茂（67歳）無所属 新 15,479票（58.46%）、笹原隆義（43歳）無所属 新 11,001票（41.54%）だった。

## 政策
2024年12月1日投開票の市長選挙における選挙公報において、①モンテディオ山形の新スタジアムを活用した若者が集まりやすいまちづくり、②小中学校給食費の完全無償化等の実施、③新たな工業団地の整備、④高齢化社会に対応した公共交通網の再構築、⑤新たな防災センターの整備や住宅地の整備促進などを掲げた。

## その他
ランニングを趣味としており、山形県縦断駅伝競走大会において天童・東村山チームの選手で10回出場、100kmマラソンを10回完走するなどしている。